# 도성장
도성장(陶成章, 1878.1.24.-1912.1.14.)은 자(字)는 희도(希道), 호(號)는 환경(煥卿)이며, 한사(漢思), 기병(起兵), 지혁(志革), 손언(巽言), 도이산인(匋耳山人), 회계선생(會稽先生) 등의 이름을 사용하였다. 절강(浙江) 회계(會稽, 오늘날 소흥시紹興市) 도언(陶堰) 출신이다. 조적(祖籍)은 강서(江西) 구강(九江)이다. 청(淸) 말기 혁명 단체 광복회(光復會)의 창립인이자 지도자 중 하나이다. 진기미(陳其美)의 명령을 받은 장개석(蔣介石)에 의하여 암살되었다. 저서에 『절안기략(浙案紀略)』, 『중화민족역무소장사(中華民族力務消長史)』 등이 있으며, 탕지균(湯志鈞)은 『도성장집(陶成章集)』을 저술하였다.

## 생애
도성장은 시서(詩書) 공부에 몰두하여 어려서 사숙(私塾) 교사가 되었다. 1902년 일본에 유학하였고, 다음해 1903년 귀국하였다. 1904년 10월 채원배(蔡元培)와 공보전(龔寶銓) 등과 함께 상해(上海)에서 강절(江浙, 강소와 절강) 인사가 주가 되는 반청혁명(反淸革命) 단체 광복회(光復會)를 세우고 채원배를 회장(會長), 도성장은 회당(會黨) 연락 책임을 맡았다.
1905년 선생은 중국인의 미신이 가장 깊어 진대제(陳大齊)에게 도쿄에서 최면술을 배워 임회 연락의 신용으로 삼겠다고 약속하였다. 저서에도 『최면술정의(催眠術精義)』가 있다. 여름에 귀국하여 상해에 강습소를 설치하였다. 강의 일부분은 『대륙보(大陸報)』 제3년 제7호(1905.5.28.)와 제3년 제8호(1905.6.12.)에 「최면술강의(催眠術講義)」라는 이름으로 발표하였다.
1905년 서석린(徐錫麟) 등은 소흥(紹興)에서 대통학당(大通學堂)을 창립하였고, 회당(會黨) 인사들을 불러들여 이들을 교육하여 혁명 중추로 성장시켰다.
1906년 3월, 『최면술강의(催眠術講義)』(상무인서관商務印書館)를 출판하였다. 1906년 12월 제2판, 1907년 제3판이 나왔으며, 1928년까지 24판이 나왔다.
1906년, 일본으로 건너가 중국동맹회(中國同盟會)에 가입하였고, 이후에 귀국하였다. 1907年년 서석린의 안경기의(安慶起義)가 실패한 후, 청조로부터 수배된 도성장은 남양(南洋, 동남아)으로 도주, 그곳에서 신문을 잘행하여 혁명을 선전하였다.
1908년, 도성장은 일본에 가서 동맹회의 기관지 『민보(民報)』의 주편이 되었다. 이전에 손문(孫文)이 논의를 거치지 않은 채 일본의 자금을 받은 것이 동맹회 내부의 분열을 일으켰다. 장병린(章炳麟)과 도성장 등은 1910년 광복회를 재조직하고 장병린이 회장, 도성장이 부회장이 되었다.

### 중국동맹회의 분열
1908년 봄과 여름 사이 도성장은 항주(杭州)에서 강소(江蘇), 절강(浙江), 안휘(安徽), 강서(江西), 복건(福建) 다섯 성(省)의 홍문(洪門) 등 회당(會黨)과 연락하여 비밀결사 '혁명협회(革命協會)'를 결성하였다. 산(山)을 '일통용화산(一統龍華山)'으로, '당(堂)'을 '한족동등보도당(漢族同登普度堂)'으로 정하고, 악무목왕(岳武穆王) 즉 악비(岳飛)의 상에 제사를 올리고 '대명강산(大明江山)'을 회복할 것을 선언하였다. 또한 최고 행정 기구를 '신중국군정성(新中國軍政省)'으로 하였고, 아래로는 '내, 외 두 부(府)로 나눴다(分作內外二府)'고 한다. 외부(外府) 직관은 위에서 아래로 도독(都督), 통제사(統制使), 군정사(軍正使), 순찰사(巡察使), 정부개사(正副介士)가 있었다. 모든 관직은 '대명과 대당으로부터 법을 취한(取法于大明大唐)' 것이었다.
장정(章程)은 혁명 성공 이후, '일단 총통을 설치하고 모두의 공거(公擧, 선거)를 거쳐 5년1임로 하거나 임기를 정하지는 않지만 세습하지 못한다. 혹자는 시민의 정체를 이용하거나 혹자는 무정부를 정하면 총통을 설치하지 않아도 알 수 없다. 그러나 반드시 그때 우리나라 국민 정도를 볼 것이다(暫時設一總統, 由大家公舉, 或五年一任, 或八年一任, 年限雖不定, 然而不能傳子傳孫. 或者用市民政體, 或者竟定爲無政府, 不設總統, 也未可知. 然而必須看那時候我國國民程度了.)'고 하였다. 또한 '전지를 모두의 공유재산으로 바꾸고 또한 부호의 독점을 허락하지 않으며 우리 4억 동포와 4억 동포의 자손으로 하여금 빈부 계급이 나오지 않게 하겠다(把田地改作大家公有財產, 也不准富豪霸占, 使得我們四萬萬同胞, 並四萬萬同胞的子孫, 不生出貧富的階級.)'고 하였다. 그리고 '그때가 되면 토지는 없고 또한 대재주도 없으며, 또한 고통 받는 백성도 없을 것이고, 세금도 가벼워지금 이연(厘捐)과 세관(稅關)도 폐지될 것이며 병사도 적을 것이다. 이로부터 모두가 먹을 것이 있고 추위를 걱정하지도 않을 것이며, 이에 태평성대를 이룰 수 있고 영원히 조반혁명(造反革命)이 불필요할 것이다(到那時候, 土地沒有, 也沒有大財主, 也沒有苦百姓, 稅也輕了, 厘捐稅關也都廢了, 兵也少了. 從此大家有飯吃了, 不愁冷了, 於是乎可以太太平平, 永遠不用造反革命了.)'라고 하였다.
입회 규정 상 반드시 '증인과 집법행형인에게 맹세(盟證人·執法行刑人)'하였으며, 새로 입회한 사람은 홍문36서(洪門三十六誓)를 모방하여 신위 앞에서 무릎을 꿇고 맹세하였다. '첫째, 성심으로 입회하여, 감히 마음을 바꾸지 않을 것이며, 만약 마음을 바꾼다면 하늘과 땅이 벌을 내려 죽일 것을 맹세한다. 둘째, 입회 맹세 이후에 한마음으로 협력하고 두려워 피하지 않을 것이며, 만약 두려워 피한다면 천둥과 번개가 불태워 죽일 것을 맹세한다. 셋째, 회의 비밀을 감히 누설하지 않을 것이니 만약 누설하게 되면 몸에 천 번의 칼을 맞을 것을 맹세한다. 넷째, 제기를 들고 기의함에 명을 들으면 반드시 현장에 이르고, 현장에 이르지 않으면 목숨이 오상(五殤, 다섯 가지 화, 모든 화)을 모두 당할 것이다. 다섯째, 형제가 한마음으로 수족처럼 행동하며, 다른 마음이 생기면 몸이 오형(五刑, 다섯 가지 형벌, 모든 형벌)을 받아 죽을 것이다.(第一誓誠心入會, 不敢反悔, 如有反悔, 天誅地滅. 第二誓入會以後, 協力同心, 不敢畏避, 如有畏避, 雷殛火燒. 第三誓會中秘密, 不敢漏泄, 如有漏泄, 身受千刀. 第四誓祭旗起義, 聞命必到, 如有不到, 命盡五殤. 第五誓兄弟同心, 如同手足, 如生外心, 身死五刑.)'

### 도성장과 장병린의 반(反) 손문
1908년 9월, 도성장은 당계고(唐繼高)라는 가명을 짓고 싱가포르(Singapore)에 가서 손문에게 『민보(民報)』의 경비로 할 2천은원(銀元)의 지출을 요구하였다. 이때 베트남 하구기의(河口起義)가 실패한 이후 프랑스 식민 당국에 의해 싱가포르로 압송된 600여 명의 전사의 안치는 모두 손문과 경제 위기를 겪고 있던 싱가포르 화교가 책임지게 되었다. 참고로 훗날 손문 등은 중흥석장(中興石場)을 설립하고 나서야 이 600여 명을 안치하였다. 당시 손문 본인도 의식의 어려움을 종종 겪고 있었기에, 손목시계와 의복을 도성장에게 주어 돈으로 바꾸게 하였다. 얼마 후 도성장은 다시 조달금 5만원을 줄 것을 요구하였지만 손문은 조달하지 못하였다. 도성장은 강소, 절강, 안휘, 강서, 복건 5성 혁명군 명의로 남양에 가서 돈을 조달하였으나, 화교들은 거의 기부하지 않았다. 도성장은 손문이 몰래 공작한다고 의심하고, 마침내 하구기의에 들어간 비용은 1천여 원(元)에 불과하였으며 손문이 각지 동지들의 기부금을 착복하고 집안에 재물을 축적하였다고 언급하였다. 이어서 도성장은 5~6인을 규합하고 싱가포르 남양총회신보(南洋總彙新報)에서 ‘동맹회칠성의견서(同盟會七省意見書)’를 발표하였다. 이것이 이른바 ‘손문죄상(孫文罪狀)’이다. 도성장은 손문의 ‘사기와 사리 취득(謊騙營私)’으로 회풍은행(匯豐銀行)에 거액의 예금을 두고서 2만의 혁명 경비를 횡령하여 ‘동지를 해하고(殘賊同志)’ ‘동지를 속이며(蒙蔽同志)’, ‘전체의 명예를 훼손(敗壞全體名譽)’하는 등 3종 12항목의 ‘죄상’을 지적하였다. 또한 9개 항목의 사후 처리 방식을 제시하고 ‘손문을 총리에서 제명하고 죄상을 발표하며 해내와 해외에 두루 고할 것(開除孫文總理之名, 發表罪狀, 遍告海內外)’을 요구하였다. 프랑스의 장계(張繼) 역시 손문에게 ‘심산에 은퇴(退隱深山)’하거나 혹은 ‘천하에 동맹회 총리 사퇴를 포고할 것(布告天下, 辭退同盟會總理)’을 요구하였다.
당시 각지 혁명당원은 도성장과 장태염 등이 손문을 질책한 것에 대해 크게 분개하였다. 화흥회(華興會) 영수 황흥(黃興)은 도쿄에서 손문에게 서신을 작성하여 ‘도성장 등이 난폭하게 굴고 있지만 제가 한몸으로 힘써 막겠다(陶等雖悍, 弟當以身力拒之)’고 하였다. 베트남의 중국혁명당원은 ‘하내공함(河内公函)’을 발표하여 광서(廣西)와 운남(雲南)의 기의를 발동한 경과를 상술하였고, 확실한 사실로 도성장과 장태염 등의 비방을 논박하였다. 남양의 중국혁명당원은 손문의 경제적 상황을 알렸다. ‘선생의 구룡의 집에는 모친만 있으며 부인과 딸은 몇 칸의 집만 있을 뿐 이외에는 다른 소유가 없다. 선생의 형도 스스로 초가집을 고치고 그곳에서 농사를 짓고 있다. 선생이 혁명을 위하여 재물을 내놓았고 돈을 집에 부쳤다면 왜 가족의 집과 사람들이 아직도 이렇게 가난하게 살고 있는가?(先生九龍的家裏, 只有母親, 自己的夫人和女兒, 幾間舊房子, 此外別無所有. 還有先生的哥哥, 是自己修了草房子, 在那裏耕種. 假使先生爲革命發了財, 把錢寄到家裏去, 爲什麼家裏的房子, 家裏的人, 還是這樣蹩腳呢?)’

손문 본인도 도성장 등 반대파의 요구를 단호히 반대하였다. '이때 혁명이 가장 쇠퇴할 때에 이르러 성공과 흥성의 때가 아니며, 제가 위기를 무릅쓰고 고통을 감내하며 진취해야 할 시대이니, 은퇴할 때가 아닙니다. … 저는 총리에 선출되었고 이를 받아들이겠다고 천하에 포고한 적 없으니 사퇴 역시 천하에 포고할 이유는 없습니다. 제가 총리를 사퇴하는 것은 동맹회와 장태염에게 잘못을 인정하도록 요구할 때이니 동맹회와 장태염은 지금까지 잘못을 인정하지 않았던 바, 곧 저는 그들의 총리가 되는 것을 승인하지 않은 것도 오래되었습니다.(此時爲革命最衰微之時, 非成功興盛之候, 是爲弟冒艱危、茹困苦以進取之時代, 非退隱之時代也. … 弟被舉爲總理, 未有布告天下始受之, 辭退亦斷未有布告天下之理. 弟之退總理已在要求同盟會及章太炎認不是之時, 同盟會及太炎至今未有認過, 則弟已不承爲彼等之總理者久矣.)' 또한 혁명당원을 격려하면서 다음과 같이 말하였다. '현재 오랑캐의 분위기가 어둡고 당에는 내홍이 발생하여 참으로 간난위기의 시대이니, 본인이 힘써 진취할 시대이다. 만약 소수인이 꺾이지 않는 기백을 가지고 분용히 앞으로 나간다면, 이 액운을 버틸 수 있으며, 곧 훗날 반드시 반동이 달성될 때가 올 것이다.(際此胡氛黑暗, 黨有內訌, 誠爲至艱危困苦之時代, 卽爲吾人當努力進取之時代也. 倘有少數人毅力不屈, 奮勇向前, 支撐得過此厄運, 則以後必有反動之佳境來也.)'

## 암살
191년, 무창기의(武昌起義) 이후 상해로 돌아와 광복회 옛 부원들을 불러 모으고 상해광복(上海光復)에 참여하였고, 또한 항주의 광복도 계획하였다. 항주를 철수한 이후 절강성임시참의회의장(浙江省臨時參議會議長)에 참여하였다.
1912년 1월 도성장은 병으로 상해 프랑스 조계(上海法租界) 금신부로(金神父路) 광자의원(廣慈醫院)에 비밀리에 요양하였으나, 진기미(陳其美)는 부하 장개석(蔣介石)에게 도성장을 암살할 것을 명령하였다. 장개석은 흔쾌히 명을 받들어 수행하였고, 암살 사건을 일기에 썼다. 13일, 두 사람이 의원을 방문하였고, 이후 병실에 들어가 도성장을 총으로 저격하였으며, 도성장은 머리와 배에 탄환을 맞고 그날 밤 사망하였다. 총을 쏜 사람에 대하여 일설에는 장개석이 광복회 성원왕죽경(王竹卿)을 통하여 의원에 간 후에 장개석이 직접 총을 쐈다고 말한다. 일설에는 장개석이 왕죽경을 매수하여 왕죽경이 직접 암살하였다고 말한다.
손문은 도성장의 사망 소식을 듣고, 진기미에게 전보를 쳐서 범인을 체포하고 '그 죄를 명확히 밝힐 것(明正其罪)'을 요구하였으며, 동시에 도성장의 공적을 칭찬하였다.틀:引用
1월 21일, 상해 영석당(永錫堂)에서 서석린(徐錫麟), 진백평(陳伯平), 마종한(馬宗漢) 및 도성장 4명의 추도대회가 열렸다. 약 4천여 명이 참가하였다. 훗날 도성장은 절강 항주(杭州)에 안장되었다.
1월 28일, 장태염은 『대공화일보(大共和日報)』에서 ‘손중산에게 보내는 공개 서신(致孫中山公開信)’을 발표하고 동맹회와 광복회 사이의 상잔을 질책하였다.
몇 달 후, 상해 회심공해(會審公廨) 혹은 공공공해(公共公廨)는 진석규(陳錫奎)와 이우산(李友山)·서춘산(徐春山) 3명을 각각 암살의 주범과 종범으로 보고, 감금형을 판결하였다.
장개석 본인은 『중정자술사략(中正自述事略)』을 찬술하였을 때에 이 일에 대하여 언급을 피하려 하지 않았고, 축소강(竺紹康)에게는 서석린(徐錫麟)의 죽음이 ‘실제로는 도성장의 강압에 의한 것(實爲陶成章之逼成)’이며 ‘도성장의 사람됨은 다른 사람과 같이 일하기 쉽지 않다(陶之爲人, 不易共事)’고 직언하였다. 노신(魯迅)은 도성장을 ‘환황제(煥皇帝)’라고 칭하기도 하였으며, 사략고본(事略稿本)에서는 장개석이 도성장 암살 성공으로 손문의 신임을 얻기 시작하였다고 말하였다.
민국(民國) 2년(1913) 6월 22일, 왕문경(王文慶), 심균업(沈鈞業), 방어사(方於笥) 등은 '도사(陶社)'를 세우고 도성장을 기념하였다.
역사학자 왕영조(汪榮祖)는 도성장의 명망이 너무 높아 절강도독으로 공추(公推)될 예정이었지만 손문에게 받아들여지지 않아 진기미에게 암살하라는 의도를 전하였다고 보았다. 그러나 역사학자 양천석(楊天石)은 도성장 암살은 손문과 무관하다고 말하며, 그 이유로 장개석이 일기에서 ‘나는 총리(손문)와 시종 이 일을 언급한 적이 없다(余與總理始終未提及此事)’고 언급하였고, 손문이 선거에서 임시대총통(臨時大總統)이 된 이후에 내각 인선을 검토할 때에 채원배(蔡元培)에게 서신을 보내어 ‘장태염군 등에 대하여서는 서로의 우정에 작은 다툼이 있으며(至于太炎君等, 則不過偶于友誼小嫌)’ ‘존숭의 족적은 반드시 언급해야 하니 저는 세속의 작은 원망은 없습니다(尊隆之迹, 在所必講, 弟無世俗睚眦之見也)’라고 하였던 바, 장태염은 두 차례 ‘손문을 쓰러뜨릴 소동(倒孫風潮)’의 주력이었으나, 손문은 오히려 ‘우정에 있어서의 작은 미움(友誼小嫌)’이라고 담담히 말하였으니, 도성장 암살을 안배하지 않았다고 보았다.